# Radziwiłł (herb książęcy)

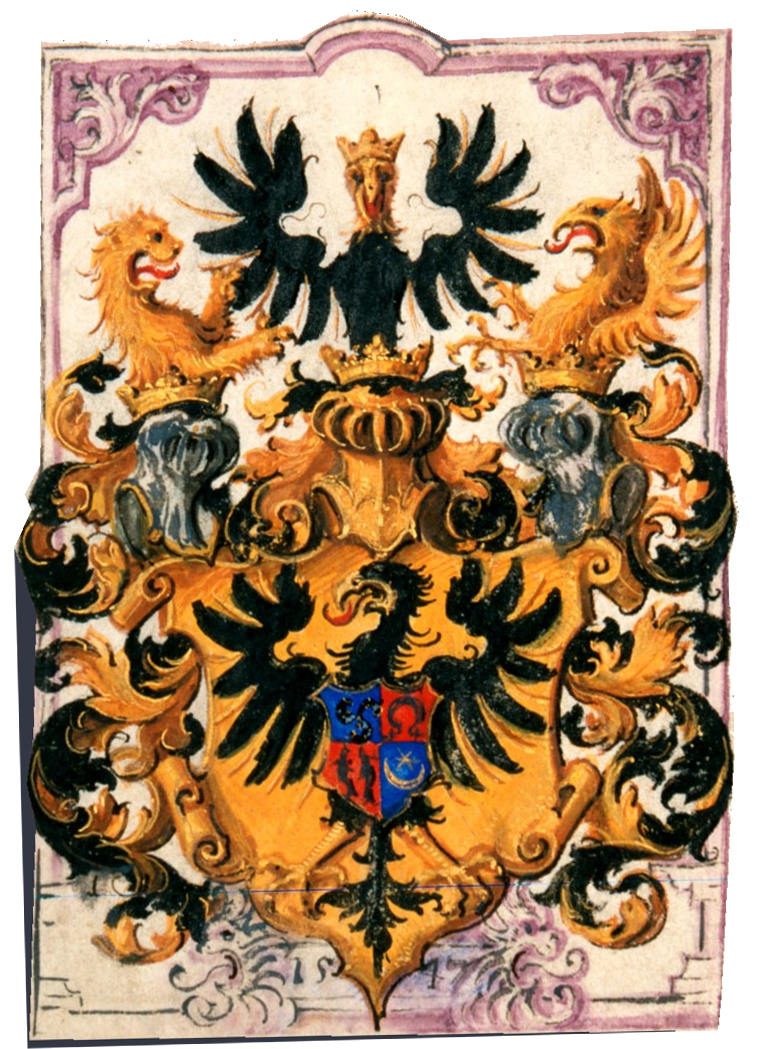
Herb książęcy Radziwiłłów z dyplomu nadania z 1547 roku

Radziwiłł Książę I według J.K. Ostrowskiego

Radziwiłł Książę – poniższy artykuł dotyczy różnych książęcych wariantów herbu Trąby używanych przez różnych przedstawicieli rodziny Radziwiłłów.

## Opisy
Opisy herbów zgodnie z klasycznymi regułami blazonowania, nazewnictwo przyjęte za Juliuszem Ostrowskim:
Herb według nadania tytułu z 1518 roku: W polu złotym na piersiach orła czarnego - tarcza błękitna, na której trzy trąby czarne z okuciami i nawiązaniami złotymi, złączone ustnikami, dwie i jedna. Klejnot: nad hełmem w koronie pół orła czarnego z głową, dziobem i cieniem złotymi. Labry czarne, podbite złotem.
Herb według nadania tytułu z 1547 roku: W polu złotym na piersiach orła czarnego z dziobem złotym i językiem czerwonym - tarcza czterodzielna w krzyż, na której w polu I błękitnym godło herbu Trąby, w polu II czerwonym, na barku podkowy złotej takiż krzyż, na ocelach podkowy z zaćwieczonymi krzyżami (herb Dąbrowa odm.), w polu III czerwonym dwie ryby brązowe w słup łbami ku górze (herb Wadwicz odm.), w polu IV herb Leliwa. Nad tarczą trzy hełmy z klejnotami w koronach. W klejnocie I orzeł czarny z koroną złotą, w klejnocie II pół lwa złotego, w III pół gryfa złotego. Wszystkie labry czarne podbite złotem. Należy zauważyć, że w części tekstowej nadania przy opisie tarczy sercowej jest mowa tylko o herbie Trąby.
Radziwiłł Książę Ia (Radziwiłłowicz cz. Trąby odm.): W polu złotym na piersiach orła czarnego ukoronowanego z dziobem i pazurami błękitnymi tarcza mniejsza, na której w polu błękitnym trzy trąby czerwone oprawione w złoto, stykające się munsztukami w środku; dwie i jedna. Nad tarczą trzy hełmy z klejnotami w koronach. W klejnocie I pół orła czarnego z koroną złotą, w klejnocie II pół lwa złotego z koroną złotą, w III pół gryfa złotego z koroną złotą. Wszystkie labry czarne podbite złotem. Jest to herb z roku 1518 opisany przez Ostrowskiego, który najwyraźniej połączył cechy herbu z 1518 roku (jednopolowa tarcza na piersi orła) oraz herbu z 1547 roku (trzy klejnoty).
Radziwiłł Książę Ib: W polu złotym, na piersiach orła czarnego ukoronowanego z dziobem i pazurami błękitnymi, tarcza błękitna, na której trzy trąby czerwone z okuciami złotymi, stykające się munsztukami w środku; dwie i jedna. Nad tarczą trzy hełmy z klejnotami w koronach. W klejnocie I pół orła czarnego ukoronowanego, w klejnocie II pół gryfa czarnego w lewo, w III pół lwa złotego. Wszystkie labry czarne podbite złotem.
Radziwiłł II Książę: Jest to lekko zmodyfikowany herb z roku 1547, gdzie nie ma wyróżnionej barwy dzioba orła, w tarczy sercowej w polu II jest sama podkowa srebrna, w polu III ryby są srebrne, lew i gryf w klejnotach są ukoronowane, całość zaś leży na płaszczu książęcym z mitrą oraz z dewizą BÓG NAM RADZI.
Radziwiłł III Książę: W polu złotym, na piersiach orła czarnego ukoronowanego z dziobem i pazurami błękitnymi, tarcza błękitna, na której trzy trąby czarne z okuciami złotymi, stykające się munsztukami w środku; dwie i jedna. Nad tarczą sama mitra. Tarczę podtrzymują lew złoty z prawej i gryf srebrny z lewej strony. Jest to osobisty herb Jerzego Bogusława Radziwiłła, wielkorządcy Prus.
Radziwiłł IV Książę: Tarcza pięciodzielna, w polu I złotym herb Radziwiłł, w polu II herb Brandeburgii, w polu III herb Ostrogski, w polu IV herb Saksonii, w polu V czerwonym Pogoń Litewska. Nad tarczą sama mitra książęca. Jest to herb osobisty Bogusława Radziwiłła, syna Janusza II oraz Jerzego Józefa z końca XVIII wieku.
Radziwiłł V Książę: Tarcza pięciodzielna, w polach I i IV herb Radziwiłł, w polach II i III Pogoń Litewska, w polu V herb Trąby (z polem błękitnym). Jest to herb osobisty Ludwiki Szarloty Radziwiłł, córki Bogusława, żony księcia-elektora Brandeburskiego.
Radziwiłł Książę VI: Tarcza czterodzielna, pola I-IV jak powyżej. Herb zaopatrzony w trzy hełmy z klejnotami w koronach, jak w wariancie Ib ale wszystkie figury ukoronowane. Labry czerwone, podbite złotem. Herbem tym posługiwał się Janusz Radziwiłł, zmarły 1620.
Radziwiłł Książę VII: Tarcza czterodzielna, w polu I herb Trąby z polem błękitnym, w polu II czerwonym godło herbu Odrowąż pośród oznaki Orderu Smoka, w polu III czerwonym węda srebrna, w polu IV błękitnym krzyż kawalerski złoty na barku podkowy srebrnej. Nad tarczą kapelusz kardynalski. Herb własny kardynała Jerzego Radziwiłła.
Radziwiłł VIII: Tarcza pięciodzielna, w polu I złotym orzeł dwugłowy czarny, w polu II czerwonym pas srebrny poprzeczny od góry zębaty, w polu III herb Odrowąż, w polu IV trzy pasy srebrne na przemian z trzema pasami czerwonymi prawo-ukośnymi, w polu V herb Trąby z polem błękitnym i trąbami czerwonymi. Nad tarczą mitra książęca. Herb według nieznanej pieczęci.
Radziwiłł IX: W polu złotym na piersi orła czarnego ukoronowanego mniejsza tarcza czterodzielna z herbami kolejno: Trąby z polem błękitnym, Korczak, Odrowąż, Nałęcz. Nad hełmem pół orła czarnego ukoronowanego. Labry. Herb osobisty Alberta Stanisława Radziwiłła.

## Najwcześniejsze wzmianki
Pierwszy tytuł książęcy (książę Rzeszy na Goniądzu i Medelach) i odmieniony herb, gdzie na piersi niemieckiego orła położono rodowe Trąby Radziwiłłów, otrzymał Mikołaj Amor Poloniae Radziwiłł 25 lutego 1518 roku. Tytuł potwierdzono w Polsce w tym samym roku. Po wymarciu jego linii tytuł księcia Rzeszy na Birżach i Dubinkach otrzymał następnie Mikołaj Rudy Radziwiłł 10 grudnia 1547 roku. Tytuł następnie potwierdzono w Polsce w 1569 roku, Austrii w 1784 (legitymacja), 1882, Rosji 1838, 1845, 1867, 1890 oraz w Prusach w 1859 roku.

## Herbowni
fürst von Radziwiłł.